# Kāvyādarśa
 (février 2018).
 (avril 2020).

Le Kāvyādarśa (en sanskrit काव्यादर्श, « le Miroir des poèmes ») est un traité sur l'art poétique écrit par le grammairien et poète sanskrit Śrí Daṇḍin (VIIe siècle), où il reprend et affine les thèmes de Bhāmaha et de ses successeurs, élaborant une théorie du style que les lettrés indiens ne cesseront de commenter pendant plus de dix siècles.

## Historique
Le Kāvyādarśa est le plus ancien traité systématique de l’art poétique sanskrit qui ait survécu jusqu’à nos jours. L'ouvrage a rapidement connu une large diffusion et a été traduit et adapté en kannada, en sinhala, en pali en tamoul et en tibétain.
Au XIIIe siècle, Sakya Pandita présente pour la première fois le Kāvyādarśa dans un ouvrage sur l’écriture et l’apprentissage. Peu après, vers 1270, le Kāvyādarśa est intégralement traduit en tibétain. À la demande de Pakpa et du régent Shākya Zangpo, Shongton Dorje Gyeltsen réalise la première traduction avec l'aide de Lakshmikara. La traduction est améliorée, avec l'accord de Shongton, par Pang Lotsāwa Lodro Tenpa. Pang Lotsawa devint le premier Tibétain à écrire un commentaire sur le traité. Pang Lotsawa a alors entrepris une révision plus importante de la traduction, intégrée à son commentaire et différant de sa révision précédente. Rongbo Gendun Lhundrub, un poète prolifique qui s'inspire de la vie et des aspirations actuelles, emploie fréquemment des tournures de style et de la poésie de Kāvyādarśa dans ses propres écrits, qu'il enseigne dans des cours informels.